# Abdelmadjid Ourabah
Abdelmadjid Ourabah, né le 17 février 1905 à Oued-Amizour et mort le 10 octobre 1967 à Paris, est un homme politique français.

## Mandats
- Député de Constantine (1951-1955)[1],[2].
- Sénateur de 1946 à 1951[2].